# Jakub Bernatowicz
Jakub Bernatowicz herbu Bernatowicz (ur. 1712, zm. 13 stycznia 1789) – sędzia ormiański we Lwowie (od 1765 r.), ostatni dyrektor sądów ormiańskich w tym mieście (do 1785 r.), uznawany za szczególnie sumiennego. Od 1786 do śmierci był burmistrzem Lwowa. 